# フルニトラゼパム
フルニトラゼパム（英: flunitrazepam）とは、ベンゾジアゼピン系の睡眠導入剤である。商品名サイレースで販売。ロヒプノールは2018年に販売中止。
一般的に、睡眠薬としてのフルニトラゼパムの処方は、特に入院患者など、他の催眠薬に反応しない慢性または重度の不眠症の短期間の治療を目的としている。フルニトラゼパムは、投与量ベースで最も強力なベンゾジアゼピン睡眠薬の一つとされている。他の催眠薬と同様、フルニトラゼパムは、慢性的な不眠症患者に対して短期的・頓服的に限って使用すべきである。不眠症には、就寝直前に服用する。
連用により依存症、急激な量の減少により離脱症状を生じることがある。日本のベンゾジアゼピン系の乱用症例において最も乱用されている。日本の麻薬及び向精神薬取締法の第2種向精神薬である。向精神薬に関する条約のスケジュールIIIに指定されており、これは1994年に他のベンゾジアゼピン系よりも強い乱用の傾向から1段階昇格したことによる。アメリカでは医薬品として承認されたことはない。日本の精神科治療薬のうち過剰摂取時に致死性の高い薬の1位である。

## 歴史
1970年代前半に、スイスのロシュ社が開発し、1975年にヨーロッパで販売を開始された。
日本では、1984年3月に日本ロシュ（現:中外製薬）からロヒプノール、エーザイからサイレースの商品名で販売を開始し、後に各社が後発医薬品としてフルニトラゼパムを販売する。2018年に権利移譲によりロヒプノールは販売中止。
日本での包装例
- ロヒプノール錠1mg錠
- ロヒプノール錠2mg錠
- サイレース錠2mg

## 薬理
フルニトラゼパムは他の多くのベンゾジアゼピン系薬剤と同様に、鎮静、抗不安、抗痙攣および筋弛緩作用を有する。鎮静作用（特に入眠・催眠作用）に限ってはベンゾジアゼピン系に分類されるものの中では高力価とされ、治療範囲での投与量で比較するとジアゼパムのおよそ10倍の効力を持つとされる。ゆえに投与量はジアゼパムの10分の1である。抗不安作用も強い。また抗痙攣作用や筋弛緩作用はやや少なく、ジアゼパムと同等もしくはそれ以下である。効果は比較的即効性で、経口投与時の効果発現はおよそ15 - 20分。およそ1時間後に血中濃度が最高に達し、投与後12時間目までの半減期はおよそ7時間、消失半減期はおよそ20時間である。作用持続時間は6 - 8時間であり、ベンゾジアゼピン系の中では中時間作用型に分類される。効果の持続性も他のベンゾジアゼピン系睡眠薬より長い。作用機序は、抑制性GABAニューロンのシナプス後膜にあるベンゾジアゼピン受容体に結合しGABA親和性を増大させることでGABAニューロンの作用を特異的に増強することによると考えられている。

## 医療外使用
アルコールとの併用で、比較的高い確率で健忘を引き起こすことがあるため、アメリカ、イギリスなどでデートレイプドラッグとして強姦等に利用された。被害者が健忘によって、薬を飲まされた間やその前後に起こった出来事を覚えていないことが多く、加害者が特定されにくかったためである。また、ヘロインやコカインとの併用で効果を高めたり変調することや、メタンフェタミン・アンフェタミンといった、覚醒剤の使用によって起こる不眠などの副作用に対抗するために乱用された。
1997年に、商品名ロヒプノールのアメリカ合衆国での製造会社は、飲料に混入しても無味無臭であったことから、錠剤を緑色の長円形にし、液体を青く染めるように改良した。2015年（平成27年）には日本でも厚生労働省が通知を出し、中外製薬とエーザイは2015年（平成27年）10月出荷分から、錠剤内部に青色色素を混和し、粉砕したり液体に溶かすと、青色の色素が拡散するよう、錠剤の変更を行なった。

### 娯楽利用
ヘロインやコカイン常用者（医療ではなくいわゆる「ドラッグ」として）はその効力を増強するためにフルニトラゼパムを併用するケースがある。
- ヘロインによるトリップ効果の増強
- アルコールはフルニトラゼパムの効果を増強させる。カート・コバーンはフルニトラゼパムとシャンパンのカクテルを常用し始めたがその数週間後に自殺[要出典]。
- 離脱症状の緩和
- 覚醒剤の副作用緩和（不眠、妄想、不安障害）
- コカインやメタンフェタミン過剰摂取の場合のバッドトリップ（いわゆる「ハイ」になることができず、悪夢のような不安増大ばかりになってしまうこと）の緩和
- 性欲ならびに食欲向上

### 自殺
スウェーデンでの調査では、フルニトラゼパムは自殺目的で二番目によく使われる薬であり、15%を占めることが分かった。
過去のスウェーデンでの調査（1987年のデータの1993年の報告）では、解剖の際に血液検査を実施した1587例のうち、159例にベンゾジアゼピンが認められた。このうち自然死は22、自殺は60であった。自然死と自殺との比較では、フルニトラゼパムとニトラゼパム濃度が自殺者においては有意に高かった（それぞれのPは、P<0.001, P<0.05）。4例ではベンゾジアゼピンが唯一の死因であった。いくつかのベンゾジアゼピン、特にフルニトラゼパムは、かつて考えられていたよりも毒性が高い可能性がある。

## 副作用
フルニトラゼパムに過敏症の既往歴のある患者、急性狭隅角緑内障、重症筋無力症の患者には禁忌、呼吸機能が高度に低下している患者には原則禁忌である。
アルコール、中枢神経抑制剤、モノアミン酸化酵素阻害薬、シメチジンとは併用に注意が必要である。
主な副作用はふらつき、眠気、倦怠感等、集中力低下である。健忘や脱抑制も比較的多くみられる。重大な副作用としては、依存性、刺激興奮、錯乱、呼吸抑制、炭酸ガスナルコーシス、意識障害などがある。また稀に肝機能障害、黄疸、横紋筋融解症、悪性症候群、などがある。特に、大量連用によって薬物依存を生じることがあるため用量を超えないように注意する。アルコールと併用（飲酒）すると中枢神経抑制作用が増強され、かつ肝機能障害のリスクが増大するため、併用は禁忌である。また、ビタミンB2やB6の吸収を阻害する作用をもち、常用することで、眼の充血や皮膚炎を起こす。

### 依存症
日本では2017年3月に「重大な副作用」の項に、連用により依存症を生じることがあるので用量と使用期間に注意し慎重に投与し、急激な量の減少によって離脱症状が生じるため徐々に減量する旨が追加され、厚生労働省よりこのことの周知徹底のため関係機関に通達がなされた。奇異反応に関して、錯乱や興奮が生じる旨が記載されている。医薬品医療機器総合機構からは、必要性を考え漫然とした長期使用を避ける、用量順守と類似薬の重複の確認、また慎重に少しずつ減量する旨の医薬品適正使用のお願いが出されている。調査結果には、日本の診療ガイドライン5つ、日本の学術雑誌8誌による要旨が記載されている。
ベンゾジアゼピンと非ベンゾジアゼピン系を含めた日本の乱用症例において、1位である。日本の研究では、乱用者の35%が1年以内に自殺企図を行っており、アルコールや覚醒剤の乱用者よりはるかに高いとされる。
フルニトラゼパムは他のベンゾジアゼピンと同様、身体依存・薬物依存症・ベンゾジアゼピン離脱症候群を引き起こす。
服薬中止によりベンゾジアゼピン離脱症候群を引き起こす。突然の断薬は、発作・精神病・深刻な不眠・深刻な不安など、深刻な離脱症候群をもたらす。短期間の夜間の単剤投与であっても、典型的には服薬中止時に反跳性不眠により睡眠の質を悪化させる。

#### 致死性
110種類の精神科治療薬を過剰摂取した日本のデータから、過剰摂取時に致死性の高い薬の31位である。

### 睡眠深度
フルニトラゼパムはデルタ波を減少させる。ベンゾジアゼピン系薬物はデルタ波に影響を及ぼすが、その作用はベンゾジアゼピン受容体への作用によるものではない可能性がある。デルタ活動はノンレム睡眠深度の指標であり、深いデルタ睡眠レベルは良い睡眠をもたらす。従って、フルニトラゼパムは睡眠の質を劣化させる。
不眠治療ではシプロヘプタジンのほうがベンゾジアゼピンよりも優れ、脳波調査によると睡眠の質を向上させると言われている。それは傾眠をもたらす可能性がある。

### その他
フルニトラゼパム断薬時には、反跳作用が断薬後4日程度発生する（ベンゾジアゼピン離脱症候群も参照）。

## 各国での規制状況
日本では麻薬及び向精神薬取締法における第2種向精神薬であり、入手には処方箋を要する。
- アメリカでは医薬品として承認されたことはない[8]。規制物質法のスケジュールIVに指定されている[9]。一部の州ではスケジュールIに指定されている[9]。よって、旅行者がフルニトラゼパムをアメリカに持ち込むには証明書が必要である[9]。1984年11月の最初の評価、1996年5月の再評価でもそれは継続されている[22]。
- イギリスでは、国民保健サービスの処方禁止薬であり（NHSブラックリスト）、プライベート処方箋のみにて利用可能である[23]。
- アイルランドでは、フルニトラゼパムはスケジュール3規制物質であり、厳密な規制がなされている[24]。
- シンガポールでは、フルニトラゼパムは薬物乱用法にてクラスC（スケジュールII）規制薬物であり、処方箋なしに所有することは違法である。
- オーストラリアでは、フルニトラゼパムはスケジュール8規制物質であり、これはアンフェタミンや麻薬と同等の扱いである。無許可で一定量以上の物質を保持することは1985年薬物乱用・取引法により罰せられる。
- 中国では新型の合成麻薬にあたる「第三代毒品」に指定されており、取り締まりの対象となる。
- ノルウェーでは、フルニトラゼパムは2003年にスケジュール規制が格上げされ、ロシュ社は市場から製品を取り下げた[25]。